# Порвіти
Порвіти (пол. Porwity) — село в Польщі, у гміні Опатувек Каліського повіту Великопольського воєводства.
Населення — 146 осіб (2011).
У 1975—1998 роках село належало до Каліського воєводства.

## Демографія
Демографічна структура станом на 31 березня 2011 року:
|          | Загалом | Допрацездатний вік | Працездатний вік | Постпрацездатний вік |
| -------- | ------- | ------------------ | ---------------- | -------------------- |
| Чоловіки | 82      | 24                 | 42               | 16                   |
| Жінки    | 64      | 14                 | 33               | 17                   |
| Разом    | 146     | 38                 | 75               | 33                   |